# Ꝕ
Cette page contient des caractères spéciaux ou non latins. S’ils s’affichent mal (▯, ?, etc.), consultez la page d’aide Unicode.
Ꝕ (minuscule : ꝕ), appelé P queue d’écureuil, est une lettre additionnelle de l’écriture latine qui était utilisée, au Moyen Âge, comme abréviation pour prae.

## Représentations informatiques
Le P queue d’écureuil peut être représenté avec les caractères Unicode suivants :
| formes    | représentations | chaînes de caractères | points de code | descriptions                               |
| --------- | --------------- | --------------------- | -------------- | ------------------------------------------ |
| capitale  | Ꝕ               | Ꝕ                     | U+A754         | lettre majuscule latine p queue d’écureuil |
| minuscule | ꝕ               | ꝕ                     | U+A755         | lettre minuscule latine p queue d’écureuil |

## Sources
- (en) Michael Everson (directeur), Peter Baker, António Emiliano, Florian Grammel, Odd Einar Haugen, Diana Luft, Susana Pedro, Gerd Schumacher et Andreas Stötzner, Proposal to add medievalist characters to the UCS, 30 janvier 2006 (lire en ligne)